# Tipula pelma
Tipula pelma är en tvåvingeart som beskrevs av Mannheims 1965. Tipula pelma ingår i släktet Tipula och familjen storharkrankar. Inga underarter finns listade i Catalogue of Life.